# Robert de Longe

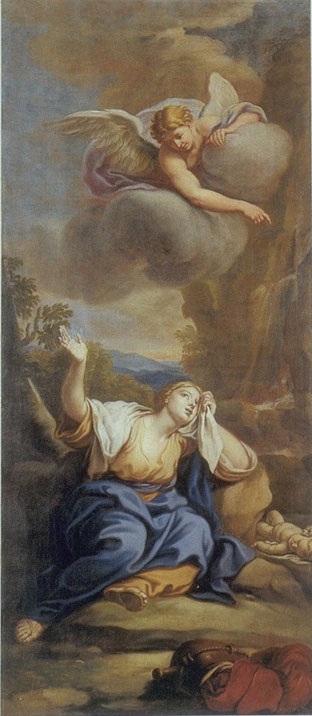
Agar en Ismael
Musei Civici du Palazzo Farnese

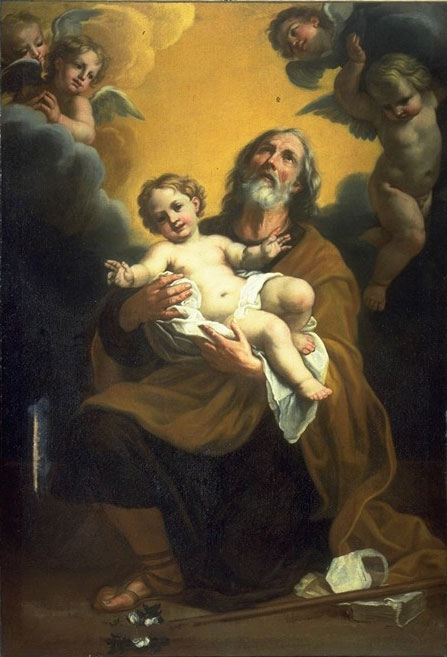
Heilige Jozef
Musei Civici du Palazzo Farnese

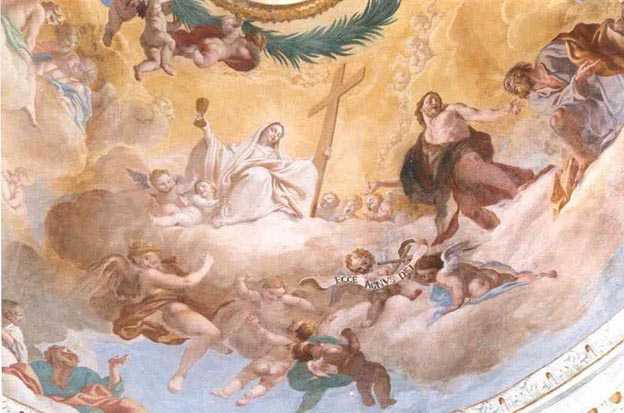
Cortemaggiore

Robert de Longe (Brussel 1646 - Piacenza 1709) was een Zuid-Nederlands schilder, die in Italië werkzaam was. Daar had hij, zoals zoveel Nederlanders, de bijnaam Il Fiammingo (de Vlaming).
Robert de Longe was een leerling van Jacob de Potter in Brussel. In 1680 vertrok hij naar Italië.
- Bibliothèque nationale de France: cb16961486p (data)
- Biografisch Portaal: 11106257
- Gemeinsame Normdatei: 123083133
- International Standard Name Identifier: 0000 0000 8083 2595
- Library of Congress Control Number: no2001028127
- Nationale Bibliotheek van Tsjechië: jn20011211058
- Nationale Bibliotheek van Israël: 987007264750605171
- RKD-Nederlands Instituut voor Kunstgeschiedenis: 50731
- Système universitaire de documentation: 155990772
- Union List of Artist Names: 500070252
- Virtual International Authority File: 3370590
- WorldCat: E39PBJp9vBFVP9ghPrVMDwhfv3